# Aciagrion hisopa
Aciagrion hisopa – gatunek ważki z rodziny łątkowatych (Coenagrionidae). Występuje w Azji Południowej i Południowo-Wschodniej.